# Legio XXVIII
Die Legio XXVIII war eine Legion der römischen Armee, die im Jahr 49 v. Chr. von Caesar für den Bürgerkrieg aufgestellt wurde. Das Legionssymbol ist unbekannt.
Die Legion wurde von Caesar in den Jahren 47/46 v. Chr. gegen die Anhänger des Gnaeus Pompeius Magnus in der Provinz Africa eingesetzt.
Nach der Doppelschlacht bei Philippi (42 v. Chr.) zwischen den Caesarmördern Marcus Iunius Brutus und Gaius Cassius Longinus auf der einen Seite und den Triumvirn Marcus Antonius und Octavian auf der anderen Seite, ließ Marcus Antonius durch den Legaten Quintus Paquius Rufus in Philippi die römische Kolonie Colonia Victrix Philippi gründen. Einige hundert Veteranen der Legio XXVIII und der cohors praetoria sowie italische Siedler waren die ersten Bewohner. Die Legio XXVIII blieb unter dem Oberbefehl von Marcus Antonius im Osten des Reiches.
Die Existenz dieser Legion ist nur durch eine auf die Zeit zwischen 42 und 31 v. Chr. datierte Inschrift nachgewiesen, die bei Philippi (Kefalári) gefunden wurde.  Sex(to) Volcasio / L(uci) f(ilio) Vol(tinia) leg(ionis) / XXVIII domo / Pisis.
Spätestens im Jahr 31 v. Chr. wurde die Legion aufgelöst.